# Alecrim (Rio Grande do Sul)
Alecrim é um município brasileiro do estado do Rio Grande do Sul, Região Sul do país. Localiza-se no noroeste rio-grandense, fazendo parte da região do município de Santa Rosa, distando 544 km de Porto Alegre, a capital do estado.

## Geografia
Localiza-se a uma latitude 27º39'18" sul e a uma longitude 54º45'50" oeste, estando a uma altitude de 311 metros.
Possui uma área de 320,1 km², e sua população estimada em 2004 era de 7.650 habitantes.
O município faz limite terrestre com as cidades de Porto Mauá, ao norte, nordeste e leste, com Santo Cristo e Tuparendi, ao sudeste, e com Porto Vera Cruz, ao sul, sudoeste e oeste, e possui limite fluvial com a Argentina, pelo rio Uruguai, ao nordeste.